# Dicranomyia conulifera
Dicranomyia conulifera är en tvåvingeart som beskrevs av Edwards 1923. Dicranomyia conulifera ingår i släktet Dicranomyia och familjen småharkrankar. Inga underarter finns listade i Catalogue of Life.